# West Brattleboro
West Brattleboro statisztikai település az USA Vermont államában, Windham megyében. Lakosainak száma 2803 fő (2020. április 1.).

## Népesség
A település népességének változása:
| Lakosok száma | 3222 | 2740 | 2803 |
|               | 2000 | 2010 | 2020 |